# Rue du Roule
Ne pas confondre avec l'avenue du Roule à Neuilly-sur-Seine.
La rue du Roule est une voie du 1er arrondissement de Paris, en France.

## Situation et accès
La rue du Roule est une voie publique située dans le 1er arrondissement de Paris. Elle débute au 136, rue de Rivoli et se termine au 77, rue Saint-Honoré.
Bien que relativement étroite, cette rue a toujours été très fréquentée et fut une des artères vitales de Paris, grâce à son prolongement d'un côté par la rue des Prouvaires, jusqu'aux Halles et à l'église Saint-Eustache et de l'autre, par la rue de la Monnaie, jusqu'au Pont-Neuf. Aujourd'hui, la circulation de la rue est fortement délestée par le souterrain du Pont-Neuf.

## Origine du nom
D'après Jaillot, la rue doit son nom à l'ancien fief du Roule qui se composait de quelques maisons vieilles et caduques. 

## Historique
Arrêt du Conseil d'État du Roi :
« Sur ce qui auroit été représenté au Roi en son conseil par les Prévôt des marchands et échevins de sa bonne ville de Paris, que quelques entrepreneurs de maisons à Paris ayant fait l'acquisition de l'hôtel du sieur Président des Maisons, rue Béthisy, où étoit ci-devant la douane, y désireraient faire ouverture d'une nouvelle rue en face de la rue des Prouvaires, rue Saint-Honoré, qui conduirait à travers la rue de la Monnaie au bout du Pont-Neuf, et par ce moyen donnerait une très grande et facile communication du quartier Saint-Eustache au faubourg Saint-Germain , ce qui ne seroit pas seulement une belle décoration pour la ville, mais une très grande commodité pour le public, etc.
Le Roi étant en son conseil a ordonné et ordonne que la dite nouvelle rue sera ouverte suivant le plan (qui fixait la largeur à 5 toises), etc. Fait au Conseil d'État du Roi le dernier janvier 1689. »
Cette rue a été ouverte en 1691, sous le nom de « rue du Roule » du nom du fief du Roule, dont le chef-lieu était l'hôtel du Roule qui était situé dans cette rue, à l'angle de la rue des Fossés-Saint-Germain-l'Auxerrois.
En 1702, la voie, qui fait partie du quartier du Louvre, comporte 28 maisons et 8 lanternes.

## Bâtiments remarquables et lieux de mémoire
L'ancienne parfumerie de Jean-Louis Fargeon se trouvait aux numéros 11 et 15, « dans cette rue nous voyons un intéressant balcon en fer forgé ».
Au no 12 se tenait la boutique du graveur fabricant de papiers financiers Georges Malbeste dans les années 1820-1830.

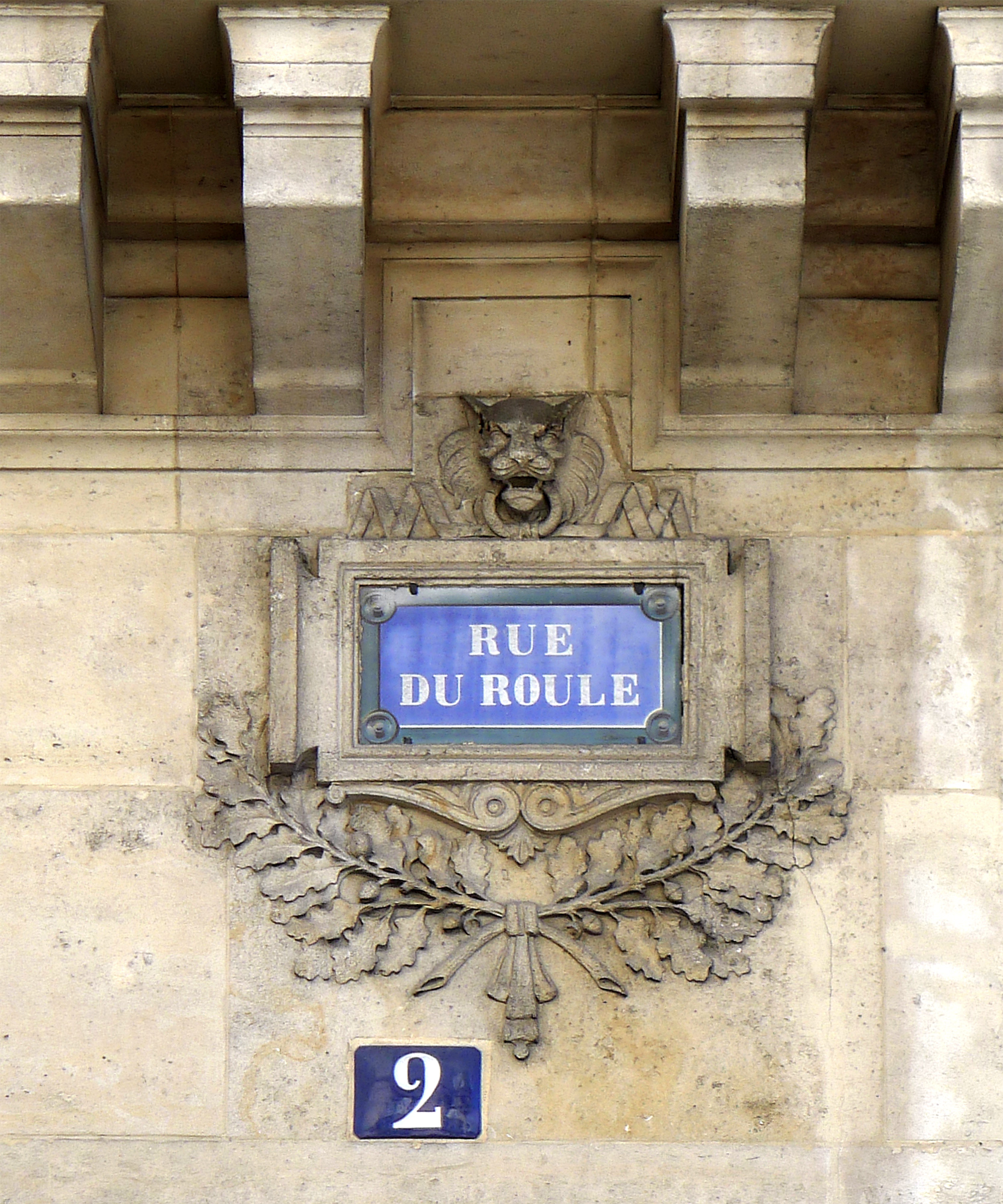
Plaque de rue décorée au niveau du no 2.

## Pour approfondir